# Synema
Synema är ett släkte av spindlar. Synema ingår i familjen krabbspindlar.

## Dottertaxa tillSynema, i alfabetisk ordning[1]
- Synema abrahami
- Synema adjunctum
- Synema aequinoctiale
- Synema affinitatum
- Synema albomaculatum
- Synema annulipes
- Synema bariguiensis
- Synema batarasa
- Synema bellum
- Synema berlandi
- Synema bipunctatum
- Synema bishopi
- Synema bourgini
- Synema buettneri
- Synema camerunense
- Synema candicans
- Synema caucasicum
- Synema cervinum
- Synema chikunii
- Synema concolor
- Synema conradti
- Synema curvatum
- Synema decens
- Synema decoratum
- Synema diana
- Synema fasciatum
- Synema fiebrigi
- Synema fischeri
- Synema flavimanum
- Synema flavipes
- Synema flavum
- Synema flexuosum
- Synema fuelleborni
- Synema fuscomandibulatum
- Synema glaucothorax
- Synema globosum
- Synema gracilipes
- Synema haemorrhoidale
- Synema haenschi
- Synema helvolum
- Synema hildebrandti
- Synema hirtipes
- Synema illustre
- Synema imitator
- Synema interjectivum
- Synema jaspideum
- Synema jocosum
- Synema lanceolatum
- Synema langheldi
- Synema laticeps
- Synema latispinum
- Synema latissimum
- Synema lineatum
- Synema longipes
- Synema longispinosum
- Synema lopezi
- Synema lunulatum
- Synema luridum
- Synema luteovittatum
- Synema maculatovittatum
- Synema maculosum
- Synema madidum
- Synema mandibulare
- Synema marcidum
- Synema marlothi
- Synema multipunctatum
- Synema mysorense
- Synema nangoku
- Synema neomexicanum
- Synema nigrianum
- Synema nigriventer
- Synema nigrotibiale
- Synema nigrum
- Synema nitidulum
- Synema obscurifrons
- Synema obscuripes
- Synema opulentum
- Synema ornatum
- Synema palliatum
- Synema papuanellum
- Synema paraense
- Synema parvulum
- Synema pauciaculeis
- Synema pereirai
- Synema pichoni
- Synema plorator
- Synema pluripunctatum
- Synema pusillum
- Synema putum
- Synema quadratum
- Synema quadrifasciatum
- Synema quadrimaculatum
- Synema reimoseri
- Synema riflense
- Synema rubromaculatum
- Synema scalare
- Synema scheffleri
- Synema schulzi
- Synema setiferum
- Synema simoneae
- Synema socium
- Synema spinosum
- Synema spirale
- Synema steckeri
- Synema subabnorme
- Synema suteri
- Synema tadzhikistanicum
- Synema ternetzi
- Synema tibiale
- Synema togoense
- Synema tricalcaratum
- Synema trimaculosum
- Synema utotchkini
- Synema vachoni
- Synema valentinieri
- Synema vallotoni
- Synema variabile
- Synema viridans
- Synema viridisterne
- Synema vittatum
- Synema zonatum